# جنرال ديناميكس إف-16 إكس إل
جنرال ديناميكس إف-16 إكس إل (بالإنجليزية: General Dynamics F-16XL)‏ هي طائرة مقاتلة تجريبية، صممت وأنتجت نماذجها الأولية من قبل جنرال ديناميكس في الولايات المتحدة. تمت تجربتها واختبارها من قبل القوات الجوية الأمريكية ووكالة ناسا. كان أول طيران لها في 3 يوليو 1982.

## المستخدمون
- القوات الجوية الأمريكية
- ناسا